# Torrents (Sant Agustí de Lluçanès)
Torrents és una masia de Sant Agustí de Lluçanès (Osona) inclosa a l'Inventari del Patrimoni Arquitectònic de Catalunya.

## Descripció
Edifici de planta rectangular construït amb murs de pedra irregular i morter amb diverses modificacions d'obra i ciment. La casa, de dos pisos i coberta de doble vessant lateral a la façana principal, té un paller adosat a la part dreta que allarga la construcció. Totes les obertures de la part d'habitatge tenen llinda i ampit de pedra.
La situació d'aquesta casa en un desnivell del terreny fa que a la part del darrere sols tingui un pis mentre que a la part del davant en té dos.

## Història
Malgrat no es conserva cap data de construcció de l'edifici, l'estructura i materials corresponen al segle xviii.